# George Irving
George Irving, nato George Henry Irving (New York, 5 ottobre 1874 – Hollywood, 11 settembre 1961), è stato un attore e regista statunitense.
Iniziò la sua carriera di attore nel 1914, concludendola negli anni cinquanta dopo aver interpretato oltre duecentocinquanta film.

## Biografia
Nato a New York nel 1874, George Henry Irving iniziò a lavorare nel cinema come attore per la All Star Feature Film Corp., una piccola compagnia indipendente che chiuse i battenti nel 1915.

## Filmografia

### Attore (parziale)

#### 1914
- Paid in Full, regia di Augustus E. Thomas (1914)
- The Jungle, regia di George Irving, John H. Pratt e Augustus E. Thomas (1914)
- The Education of Mr. Pipp, regia di William F. Haddock (1914)

#### 1924
- Venduta (For Sale), regia di George Archainbaud (1924)
- Wanderer of the Wasteland, regia di Irvin Willat (1924)
- The Man Who Fights Alone, regia di Wallace Worsley (1924)
- Madonna of the Streets, regia di Edwin Carewe (1924)
- Ai confini della civiltà (North of 36), regia di Irvin Willat

#### 1925
- Her Market Value
- The Goose Hangs High
- Sparvieri d'acciaio (The Air Mail), regia di Irvin Willat (1925)
- Cavalli indomiti (Wild Horse Mesa), regia di George B. Seitz (1925)
- The Golden Princess
- The Primrose Path, regia di Harry Hoyt (1925)

#### 1926
- His Jazz Bride, regia di Herman C. Raymaker (1926)
- The King of the Turf, regia di James P. Hogan (1926)
- Deserto d'oro (Desert Gold), regia di George B. Seitz (1926)
- I tre furfanti (3 Bad Men), regia di John Ford (1926)
- Risky Business, regia di Alan Hale (1926)
- The Midnight Kiss, regia di Irving Cummings (1926)
- Il corsaro mascherato (The Eagle of the Sea), regia di Frank Lloyd (1926)
- Nei gorghi di New York (The City), regia di Roy William Neill (1926)
- Fangs of Justice, regia di Noel M. Smith (1926)

#### 1927
- One Increasing Purpose, regia di Harry Beaumont (1927)
- Home Struck, regia di Ralph Ince (1927)
- The Broncho Twister, regia di Orville O. Dull (1927)
- Ali (Wings), regia di William A. Wellman (1927)
- Riscossa indiana (Drums of the Desert), regia di John Waters (1927)
- Man Power, regia di Clarence G. Badger (1927)
- Shanghai Bound, regia di Luther Reed (1927)
- The Last Performance
- Two Flaming Youths, regia di John Waters (1927)

#### 1928
- The Lady of Victories
- Tastatemi il polso
- The Port of Missing Girls, regia di Irving Cummings (1928)
- Avventure di mezzanotte
- Honor Bound, regia di Alfred E. Green (1928)
- Modern Mothers
- La fortuna dei mariti (Craig's Wife), regia di William C. de Mille (1928)
- The Wright Idea
- L'inferno delle fanciulle
- I dannati dell'oceano (The Docks of New York), regia di Josef von Sternberg (1928)

#### 1929
- Coquette, regia di Sam Taylor (1929)
- Donna pagana (The Godless Girl), regia di Cecil B. DeMille (1929)
- La mazzata (Thunderbolt), regia di Josef von Sternberg (1929)
- Paris Bound
- La danza della vita (The Dance of Life), regia di John Cromwell e A. Edward Sutherland (1929)
- Diavoli volanti (Flight)
- Dance Hall, regia di Melville W. Brown (1929)

#### 1930
- Gabbia di matti (Not So Dumb), regia di King Vidor (1930)
- Follie di Broadway (Puttin' on the Ritz), regia di Edward Sloman (1930)
- Sam Lee principe cinese
- L'aquila grigia
- The Poor Millionaire
- La divorziata (The Divorcee), regia di Robert Z. Leonard (1930)
- Shadow of the Law, regia di Louis J. Gasnier (1930)
- La mongolfiera della morte
- Conspiracy, regia di Christy Cabanne (1930)
- The Spoilers, regia di Edwin Carewe (1930)
- Maybe It's Love, regia di William A. Wellman (1930)
- I prodigi del 2000 (Just Imagine), regia di David Butler (1930)
- Part Time Wife
- Free Love, regia di Hobart Henley (1930)
- Solo gli scemi lavorano

#### 1931
- Birichina del gran mondo (The Naughty Flirt), regia di Edward F. Cline (1931)
- Resurrection, regia di Edwin Carewe (1931)
- La modella (Inspiration), regia di Clarence Brown (1931)
- Girls Demand Excitement, regia di Seymour Felix (1931)
- Disonorata (Dishonored), regia di Josef von Sternberg (1931)
- Behind Office Doors, regia di Melville W. Brown (1931)
- The Hot Heiress, regia di Clarence G. Badger (1931)
- Fiamme sul mare (Shipmates), regia di Harry A. Pollard (1931)
- Io amo (A Free Soul), regia di Clarence Brown (1931)
- Five and Ten, regia di Robert Z. Leonard (1931)
- Hush Money, regia di Sidney Lanfield (1931)
- Confessions of a Co-Ed, regia di David Burton, Dudley Murphy (1931)
- The Common Law, regia di Paul L. Stein (1931)
- Una tragedia americana (An American Tragedy), regia di Josef von Sternberg (1931)
- The Last Flight, regia di William Dieterle (1931)
- The Runaround, regia di William James Craft (1931)
- The Star Witness, regia di William A. Wellman (1931)
- Il bel capitano (The Gay Diplomat), regia di Richard Boleslavsky (1931)
- Graft, regia di Christy Cabanne (1931)
- Condannata (Wicked), regia di Allan Dwan (1931)
- Expensive Women, regia di Hobart Henley (1931)
- Nell'oasi del terrore (The Unholy Garden), regia di George Fitzmaurice (1931)
- Carmencita (The Cisco Kid), regia di Irving Cummings (1931)
- Touchdown!, regia di Norman Z. McLeod (1931)
- Ladies of the Big House, regia di Marion Gering (1931)

#### 1932
- L'uomo che ho ucciso  (Broken Lullaby), regia di Ernst Lubitsch (1932)
- Lady with a Past, regia di Edward H. Griffith (1932)
- The Wet Parade, regia di Victor Fleming (1932)
- Rule 'Em and Weep
- While Paris Sleeps, regia di Allan Dwan (1932)
- The Famous Ferguson Case
- Merrily We Go to Hell
- The Washington Masquerade
- The Vanishing Frontier
- Thrill of Youth
- Down to Earth, regia di David Butler (1932)
- 70,000 Witnesses
- The All-American, regia di Russell Mack e, non accreditato, George Stevens (1932)
- L'aeroporto del deserto (Air Mail), regia di John Ford (1932)
- Guilty or Not Guilty, regia di Albert Ray (1932)
- L'isola delle anime perdute (Island of Lost Souls), regia di Erle C. Kenton (1932)
- Rasputin e l'imperatrice (Rasputin and the Empress), regia di Richard Boleslawski e (non accreditato) Charles Brabin (1932)

#### 1933
- Guerra Bianca, regia di Roy Del Ruth (1933)
- Viva la birra
- Humanity, regia di John Francis Dillon (1933)
- 42a strada
- Damaged Lives, regia di Edgar G. Ulmer (1933)
- Heroes for Sale, regia di William A. Wellman (1933)
- One Year Later, regia di E. Mason Hopper (1933)
- Volo di notte (Night Flight), regia di Clarence Brown (1933)
- Solo una notte (Only Yesterday), regia di John M. Stahl (1933)
- Christopher Bean
- The Worst Woman in Paris?
- Son of a Sailor
- The Women in His Life
- Mr. Skitch

#### 1934
- Wonder Bar, regia di Lloyd Bacon (1934)
- Il paradiso delle stelle (George White's Scandals), regia di Thornton Freeland, Harry Lachman, George White (1934)
- Gli occhi dell'anima (Pursued), regia di Louis King (1934)
- La mascotte dell'aeroporto, (Bright Eyes) regia di David Butler (1934)

#### 1937
- Don't Tell the Wife, regia di Christy Cabanne (1937)
- I demoni del mare
- China Passage
- The Man Who Found Himself, regia di Lew Landers (1937)
- Too Many Wives, regia di Ben Holmes (1937)
- The Outcasts of Poker Flat, regia di Christy Cabanne (1937)
- You Can't Buy Luck
- Meet the Missus, regia di Joseph Santley (1937)
- Border Cafe
- Alla conquista dei dollari (The Toast of New York), regia di Rowland V. Lee e, non accreditato, Alexander Hall (1937)
- The Big Shot, regia di Edward Killy (1937)
- The Life of the Party, regia di William A. Seiter (1937)
- Una ragazza fortunata

#### 1939
- La vita di Vernon e Irene Castle (The Story of Vernon and Irene Castle), regia di H.C. Potter (1939)

#### 1940
- Il prigioniero (Johnny Apollo), regia di Henry Hathaway (1940)

### Regista
- The Jungle, co-regia di John H. Pratt e Augustus E. Thomas (1914)
- Dan (1914)
- The Fairy and the Waif
- The Builder of Bridges
- Just Out of College (1915)
- John Glayde's Honor
- Body and Soul (1915)
- The Ballet Girl (1916)
- The Woman in 47 (1916)
- Then I'll Come Back to You (1916)
- What Happened at 22
- Jaffery (1916)
- The Conquest of Canaan (1916)
- The Witching Hour (1916)
- God's Man
- Raffles, the Amateur Cracksman (1917)
- Daughter of Destiny
- Her Boy (1918)
- The Landloper
- To Hell with the Kaiser!
- Back to the Woods (1918)
- Hidden Fires (1918)
- The Silver King (1919)
- As a Man Thinks
- The Volcano
- The Glorious Lady (1919)
- The Capitol
- The Blue Pearl
- Children of Destiny (1920)
- The Misleading Lady, co-regia di George Terwilliger (1920)
- Just Outside the Door
- Le avventure di Wakefield (The Wakefield Case) (1921)
- Her Majesty (1922)
- Lost in a Big City
- Floodgates